# A lyga
A lyga (žemaitiska A Līga) är den högsta litauiska fotbollsserien för herrar.  Den organiseras av Litauens fotbollfsörbund, och kallades fram till 2001 LFF lyga.
Ligan startar i slutet av mars eller början april, och spelas fram till början av november.

## Klubbar

### Klubbar 2025
A lyga 2025 och UEFA licens.
| Lagnamn           | Ort                | Licens i A lyga | Licens i UEFA |
| ----------------- | ------------------ | --------------- | ------------- |
| FK Panevėžys      | Panevėžys          |                 |               |
| FA Šiauliai       | Šiauliai           |                 |               |
| FK Žalgiris       | Vilnius            |                 |               |
| FK Kauno Žalgiris | Kaunas             |                 |               |
| FK Sūduva         | Marijampolė        |                 |               |
| FC Hegelmann      | Kaunas landskommun |                 |               |
| DFK Dainava       | Vilnius            |                 |               |
| FK Riteriai       | Vilnius            |                 |               |
| FC Džiugas        | Telšiai            |                 |               |
| FK Banga          | Gargždai           |                 |               |

     Licens i A lyga;

### Klubbar 2024
A lyga 2024 och UEFA licens.
| Lagnamn           | Ort                | Licens i A lyga | Licens i UEFA |
| ----------------- | ------------------ | --------------- | ------------- |
| FK Panevėžys      | Panevėžys          |                 |               |
| FA Šiauliai       | Šiauliai           |                 |               |
| FK Žalgiris       | Vilnius            |                 |               |
| FK Kauno Žalgiris | Kaunas             |                 |               |
| FK Sūduva         | Marijampolė        |                 |               |
| FC Hegelmann      | Kaunas landskommun |                 |               |
| DFK Dainava       | Vilnius            |                 |               |
| FK Transinvest    | Vilnius landskomun |                 |               |
| FC Džiugas        | Telšiai            |                 |               |
| FK Banga          | Gargždai           |                 |               |

     Licens i A lyga;

## Vinnare
- 1922: LFLS Kaunas
- 1923: LFLS Kaunas (2)
- 1924: Kovas Kaunas
- 1925: Kovas Kaunas (2)
- 1926: Kovas Kaunas (3)
- 1927: LFLS Kaunas (3)
- 1928: KSS Klaipėda
- 1929: KSS Klaipėda (2)
- 1930: KSS Klaipėda (3)
- 1931: KSS Klaipėda (4)
- 1932: LFLS Kaunas (4)
- 1923: Kovas Kaunas (4)
- 1934: MSK Kaunas
- 1935: MSK Kaunas (5)
- 1936: MSK Kaunas (6)
- 1937: KSS Klaipėda (5)
- 1937/1938: KSS Klaipėda (6)
- 1938/1939: LGSF Kaunas
- 1939/1940 : inställt
- 1941 : inställt
- 1942: LFLS Kaunas (5)
- 1942/1943: Tauras Kaunas
- 1943/1944 : inställt
- 1945: Spartakas Kaunas
- 1946: Dinamo Kaunas
- 1947: Lok Kaunas
- 1948: Elnias Šiauliai
- 1949: Elnias Šiauliai (2)
- 1950: Inkaras Kaunas
- 1951: Inkaras Kaunas (2)
- 1952: KN Vilnius
- 1953: Elnias Šiauliai (3)
- 1954: Inkaras Kaunas (3)
- 1955: Lima Kaunas
- 1956: Linų Audiniai Plungé
- 1957: Elnias Šiauliai (4)
- 1958/1959: Raudonoji zvaigzde Vilnius (2) (KN Vilnius)
- 1959/1960: Elnias Šiauliai (5)
- 1960/1961: Elnias Šiauliai (6)
- 1961/1962: Atletas Kaunas
- 1962/1963: Statyba Panevėžys
- 1964: Inkaras Kaunas (4)
- 1965: Inkaras Kaunas (5)
- 1966: FK Nevėžis Kėdainiai
- 1967: Saliutas Vilnius
- 1968: Statyba Panevėžys (2)
- 1969: Statybininkas Šiauliai
- 1970: Atletas Kaunas (2)
- 1971: Pažanga Vilnius
- 1972: FK Nevėžis Kėdainiai (2)
- 1973: FK Nevėžis Kėdainiai (3)
- 1974: Tauras Šiauliai
- 1975: Dainava Alytus
- 1976: Atmosfera Mažeikiai
- 1977: Statybininkas Šiauliai (2)
- 1978: Granitas Klaipėda
- 1979: Atmosfera Mažeikiai (2)
- 1980: Granitas Klaipėda (2)
- 1981: Granitas Klaipėda (3)
- 1982: Pažanga Vilnius (2)
- 1983: Pažanga Vilnius (3)
- 1984: Granitas Klaipėda (4)
- 1985: FK Ekranas
- 1986: Banga Kaunas
- 1987: FK Tauras Tauragė
- 1988: SRT Vilnius
- 1989: Banga Kaunas (2)
- 1990: FK Sirijus Klaipėda
- 1991: FK Žalgiris Vilnius (1)
- 1991/1992: FK Žalgiris Vilnius (2)
- 1992/1993: FK Ekranas (2)
- 1993/1994: ROMAR Mažeikiai (1)
- 1994/1995: Inkaras Kaunas (6)
- 1995/1996: Inkaras Kaunas (7)
- 1996/1997: Kareda Šiauliai (1)
- 1997/1998: Kareda Šiauliai (2)
- 1998/1999: FK Žalgiris Vilnius (3)
- 1999: Žalgiris Kaunas (3) (Banga Kaunas)
- 2000: FBK Kaunas (4) (Žalgiris Kaunas)

### A lyga sedan 2001
- 2001: FBK Kaunas (5)
- 2002: FBK Kaunas (6)
- 2003: FBK Kaunas (7)
- 2004: FBK Kaunas (8)
- 2005: FK Ekranas (3)
- 2006: FBK Kaunas (9)
- 2007: FBK Kaunas (10)
- 2008: FK Ekranas (4)
- 2009: FK Ekranas (5)
- 2010: FK Ekranas (6)
- 2011: FK Ekranas (7)
- 2012: FK Ekranas (8)
- 2013: FK Žalgiris (4)
- 2014: FK Žalgiris (5)
- 2015: FK Žalgiris (6)
- 2016: FK Žalgiris (7)
- 2017: FK Sūduva (1)
- 2018: FK Sūduva (2)
- 2019: FK Sūduva (3)
- 2020: FK Žalgiris (8)
- 2021: FK Žalgiris (9)
- 2022: FK Žalgiris (10)
- 2023: FK Panevėžys (1)
- 2024: FK Žalgiris (11)

### Prestationer av klubbarna sedan 1990
| Klubb                 | Vinnare | Vinnarsäsong                                                        |
| --------------------- | ------- | ------------------------------------------------------------------- |
| FK Žalgiris Vilnius   | 11      | 1991, 1992, 1998/99, 2013, 2014, 2015, 2016, 2020, 2021, 2022, 2024 |
| FBK Kaunas†           | 8       | 1999, 2000, 2001, 2002, 2003, 2004, 2006, 2007                      |
| FK Ekranas†           | 7       | 1993, 2005, 2008, 2009, 2010, 2011, 2012                            |
| FK Sūduva             | 3       | 2017, 2018, 2019                                                    |
| Inkaras Kaunas†       | 2       | 1995, 1996                                                          |
| Kareda Šiauliai†      | 2       | 1997, 1998                                                          |
| FK Panevėžys          | 1       | 2023                                                                |
| FK Sirijus Klaipėda † | 1       | 1990                                                                |
| ROMAR Mažeikiai†      | 1       | 1994                                                                |

## Mästaresedan 1990
den litauiska förstadivisionen sedan 1990, och sedan 2001 rebranded till A lyga.
| Säsong      | Nivå | Liga                                 | #         | Web    | Mästare               |
| ----------- | ---- | ------------------------------------ | --------- | ------ | --------------------- |
| 1990.       | 1.   | Baltijos lyga och Aukščiausioji lyga | 1.        | [ 5 ]  | FK Sirijus Klaipėda   |
| 1991.       | 1.   | Lietuvos lyga                        | 2.        | [ 6 ]  | FK Žalgiris Vilnius   |
| 1991.–1992. | 1.   | Lietuvos lyga                        | 3.        | [ 7 ]  | FK Žalgiris Vilnius   |
| 1992.–1993. | 1.   | Lietuvos lyga                        | 4.        | [ 8 ]  | FK Ekranas            |
| 1993.–1994. | 1.   | Lietuvos lyga                        | 5.        | [ 9 ]  | ROMAR Mažeikiai       |
| 1994.–1995. | 1.   | I lyga                               | 6.        | [ 10 ] | Inkaras Kaunas        |
| 1995.–1996. | 1.   | I lyga                               | 7.        | [ 11 ] | Inkaras Kaunas        |
| 1996.–1997. | 1.   | I lyga                               | 8.        | [ 12 ] | Kareda Šiauliai       |
| 1997.–1998. | 1.   | Lietuvos lyga                        | 9.        | [ 13 ] | Kareda Šiauliai       |
| 1998.–1999. | 1.   | I lyga                               | 10.       | [ 14 ] | FK Žalgiris Vilnius   |
| 1999.       | 1.   | LFF lyga                             | 11.       | [ 15 ] | Žalgiris Kaunas       |
| 2000.       | 1.   | LFF lyga                             | 12.       | [ 16 ] | FBK Kaunas            |
|             |      |                                      |           |        |                       |
| 2001        | 1.   | A lyga                               | 1. / 13.  | [ 17 ] | FBK Kaunas            |
| 2002        | 1.   | A lyga                               | 2. /14.   | [ 18 ] | FBK Kaunas            |
| 2003        | 1.   | A lyga                               | 3. / 15.  | [ 19 ] | FBK Kaunas            |
| 2004        | 1.   | A lyga                               | 4. / 16.  | [ 20 ] | FBK Kaunas            |
| 2005        | 1.   | A lyga                               | 5. / 17.  | [ 21 ] | FK Ekranas            |
| 2006        | 1.   | A lyga                               | 6. / 18.  | [ 22 ] | FBK Kaunas            |
| 2007        | 1.   | A lyga                               | 7. / 19.  | [ 23 ] | FBK Kaunas            |
| 2008        | 1.   | A lyga                               | 8. / 20.  | [ 24 ] | FK Ekranas            |
| 2009        | 1.   | A lyga                               | 9. / 21.  | [ 25 ] | FK Ekranas            |
| 2010        | 1.   | A lyga                               | 10. / 22. | [ 26 ] | FK Ekranas            |
| 2011        | 1.   | A lyga                               | 11. / 23. | [ 27 ] | FK Ekranas            |
| 2012        | 1.   | A lyga                               | 12. / 24. | [ 28 ] | FK Ekranas            |
| 2013        | 1.   | A lyga                               | 13. / 25. | [ 29 ] | VMFD Žalgiris Vilnius |
| 2014        | 1.   | A lyga                               | 14. / 26. | [ 30 ] | VMFD Žalgiris Vilnius |
| 2015        | 1.   | A lyga                               | 15. / 27. | [ 31 ] | FK Žalgiris Vilnius   |
| 2016        | 1.   | A lyga                               | 16. / 28. | [ 32 ] | FK Žalgiris Vilnius   |
| 2017        | 1.   | A lyga                               | 17. / 29. | [ 33 ] | FK Sūduva             |
| 2018        | 1.   | A lyga                               | 18. / 30. | [ 34 ] | FK Sūduva             |
| 2019        | 1.   | A lyga                               | 19. / 31. | [ 35 ] | FK Sūduva             |
| 2020        | 1.   | A lyga                               | 20. / 32. | [ 36 ] | FK Žalgiris           |
| 2021        | 1.   | A lyga                               | 21. / 33. | [ 37 ] | FK Žalgiris           |
| 2022        | 1.   | A lyga                               | 22. / 34. | [ 38 ] | FK Žalgiris           |
| 2023        | 1.   | A lyga                               | 23. / 35. | [ 39 ] | FK Panevėžys          |
| 2024        | 1.   | A lyga                               | 24. / 36. | [ 40 ] | FK Žalgiris           |